# Ascanius

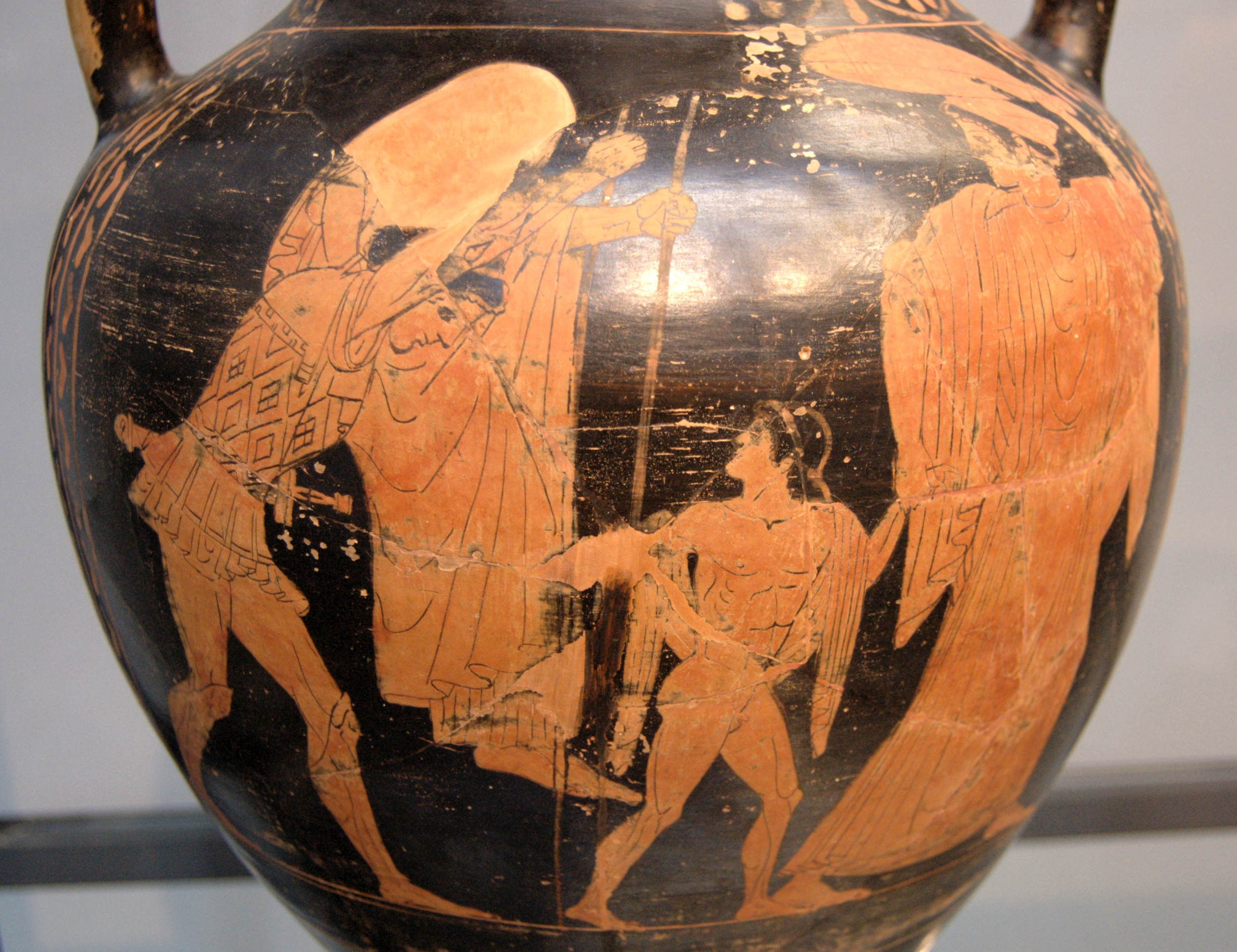
Aeneas trägt Anchises, mit Ascanius und seiner Ehefrau, Amphora aus einer griechischen Werkstatt in Etrurien, um 470 v. Chr., Staatliche Antikensammlungen

Ascanius (altgriechisch Ἀσκάνιος Askánios) oder Iulus (auch: Ilus oder Julus) ist in der römischen beziehungsweise griechischen Mythologie der Sohn des troianischen Fürsten Aeneas und erster König von Alba Longa.

## Name und Abstammung

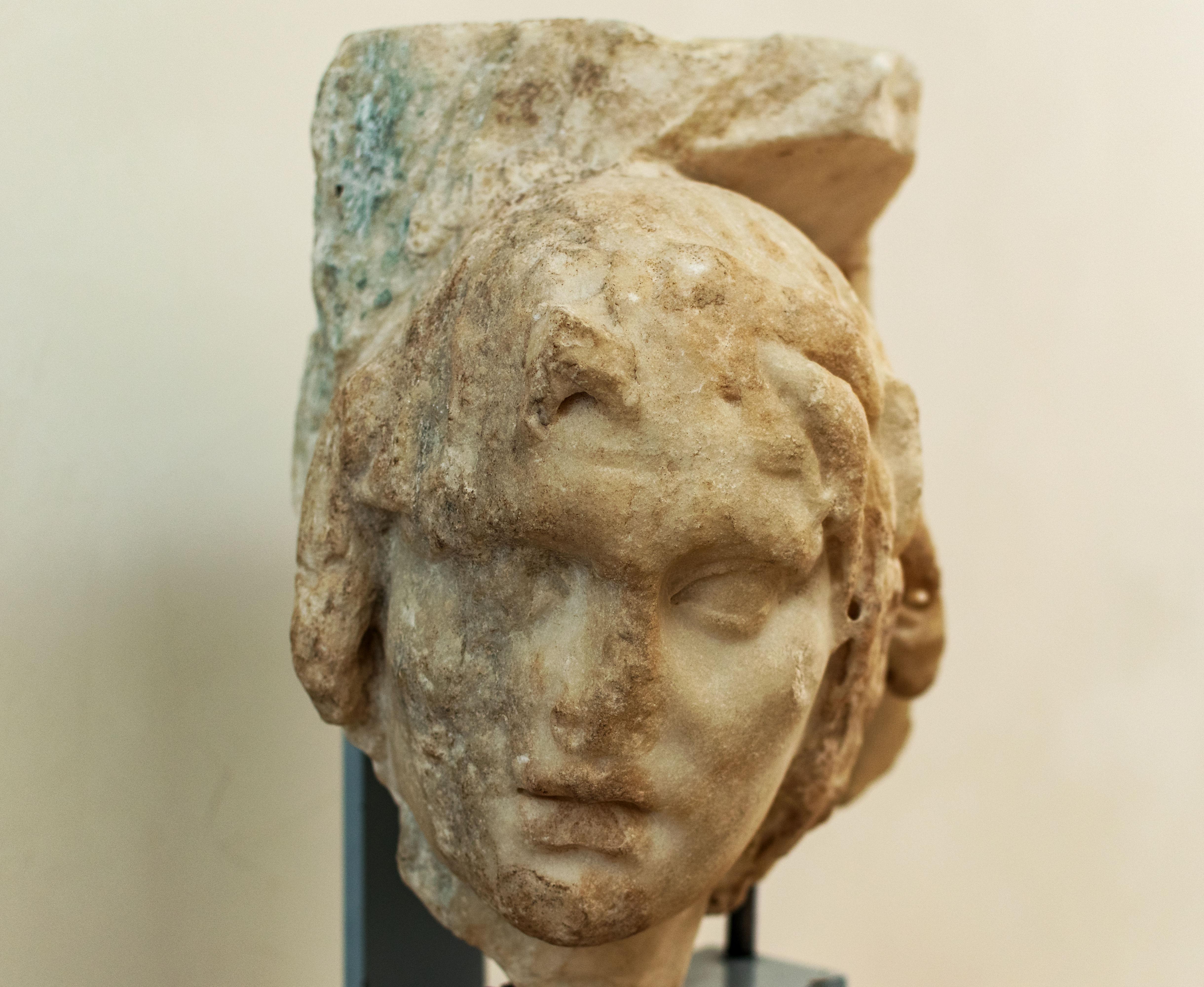
Kopf aus Marmor um 13–9 v. Chr., der zu einer Darstellung des Ascanius gehört haben könnte. Das Fragment ist im Museo dell’Ara Pacis in Rom ausgestellt.

Mutter des Ascanius ist bei Vergil die Troerin Krëusa. Der Name des Ascanius sei nach Vergil in Troja (Ilium) Ilus und danach Iulus gewesen. Livius überliefert als Mutter des Ascanius Lavinia und andere Traditionen Eurydike. Nach Dionysios von Halikarnassos habe er ursprünglich Euryleon geheißen, erst auf der Flucht habe er den Namen Ascanius erhalten.
In Homers Ilias kommen zwar Personen mit dem Namen Askanios vor, sind aber keine Söhne des Aeneas.
Erst in der nachhomerischen Überlieferung wird Aeneas ein Sohn dieses Namens zugeschrieben, der von seinem Vater aus dem brennenden Troia gerettet worden und mit ihm nach Italien gezogen sei.
Später wurde Ascanius der Gründer von Alba Longa, der Mutterstadt Roms. Über das Herrschergeschlecht dieser Stadt stammten Romulus und Remus, die Gründer Roms, von ihm ab. Manche Autoren machten ihn in einem chronologischen Sprung sogar zum Vater der beiden Brüder.
Iulus erscheint bei Livius als der Sohn des Aeneas, auf den die gens Iulia, ein römisches Patriziergeschlecht, aus dem Gaius Iulius Caesar hervorging, ihre Familie zurückführte. Livius lässt dabei auch offen, ob der Ahnherr der Könige von Alba und Rom nun der Sohn der Lavinia oder der Krëusa war.
In der römischen Epik vor Vergil hat Aeneas entweder einen Sohn Romulus oder eine Tochter Silvia.

## Herrschaft

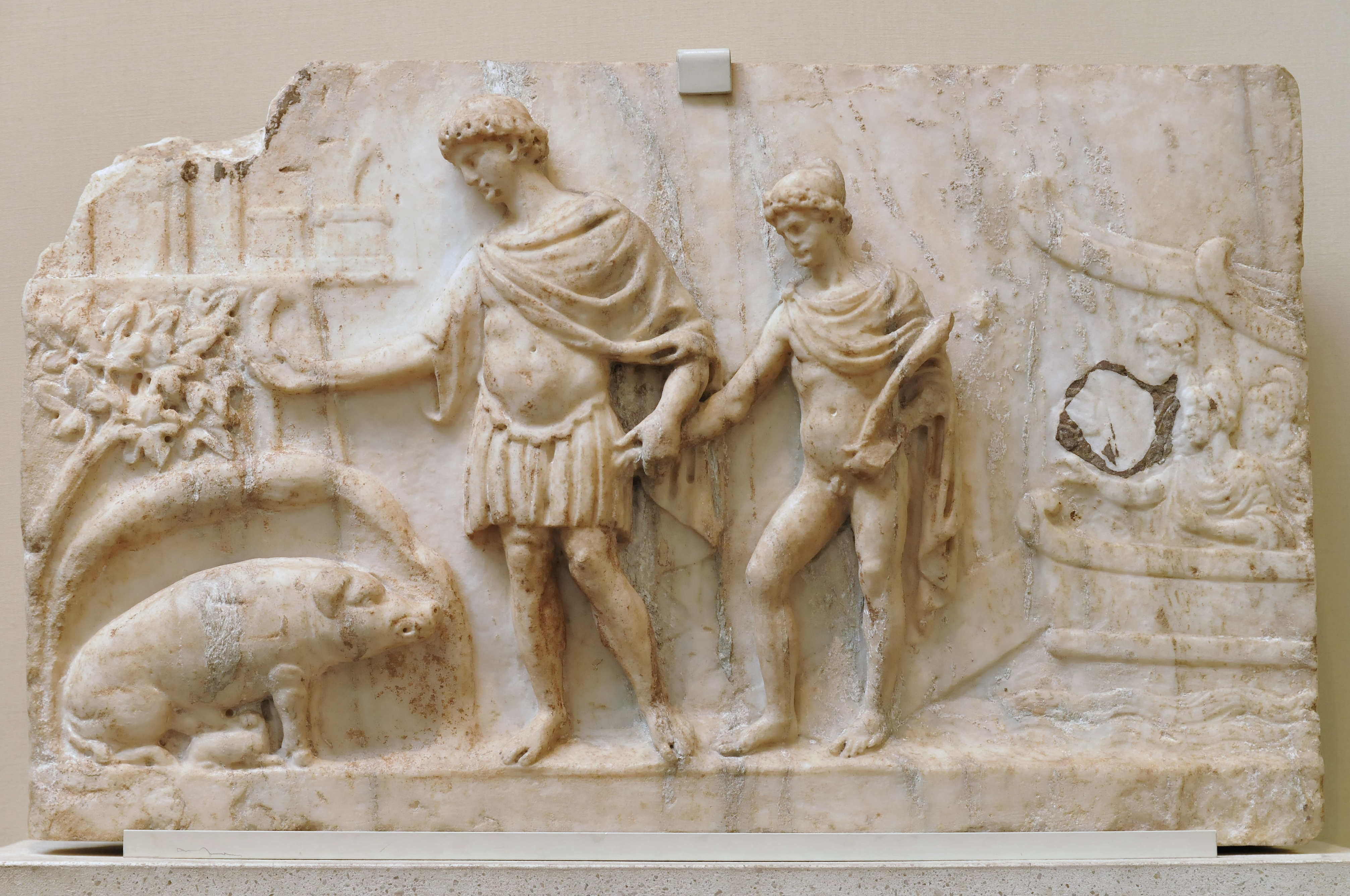
Aeneas und Ascanius finden die weiße Wildsau (römisches Marmorrelief, 140–150, Britisches Museum).

Nach dem Tod des Aeneas und während Ascanius noch ein Knabe war, übte Lavinia die Regentschaft in Lavinium aus und herrschte dort über Troer und Latiner. Als Ascanius aber erwachsen geworden war, war die Bevölkerung Laviniums so gewachsen, dass Ascanius am Albaner Berg eine neue Stadt Alba Longa gründete. Das geschah, nachdem seit der Gründung Laviniums 30 Jahre vergangen waren, entsprechend den 30 Ferkeln der weißen Wildsau, die Aeneas einst nach seinem Traum und der Weissagung des Tiberinus am Ort von Lavinium gefunden hatte.
Nach dem Bericht des Livius war die Regierungszeit des Ascanius eine Zeit des Friedens, nachdem noch zu Lebzeiten des Aeneas ein entscheidender Sieg über die Rutuler des Turnus und die Etrusker des Mezentius errungen worden war.
Demgegenüber fällt bei Dionysios von Halikarnassos die Auseinandersetzung mit den Etruskern in die Zeit des Mezentius. Ihm zufolge waren die Latiner in großer Bedrängnis durch eine Belagerung Laviniums durch die Etrusker und so schließlich gezwungen, einen Frieden zu akzeptieren, der sie unter anderem verpflichtete, ihre gesamte Weinernte auszuliefern. Das erschien als eine unerträgliche Schmach und auf den Rat des Askanius hin schworen die Latiner, dass ihr Wein hinfort dem Jupiter heilig sein sollte.
Im folgenden Krieg gelang es Ascanius, durch einen nächtlichen Ausfall aus der belagerten Stadt den Feind zu überraschen, ein wichtiges Bollwerk einzunehmen und bei dieser Gelegenheit Lausus, den Sohn des Mezentius, zu töten. Durch die Verluste entmutigt, willigte Mezentius anderen Tages ein, einen Friedensvertrag zu schließen.
Jedenfalls herrschte nach der Gründung von Alba Longa Frieden. Die neue Stadt gedieh, für die Heiligtümer, die Aeneas aus Troja mitgebracht hatte, war ein Tempel gebaut worden und man hatte die Penaten von Lavinium nach Alba Longa überführt. Nun geschah es, dass nachts auf geheimnisvolle Weise die Penaten aus Alba Longa verschwanden und an ihrem alten Ort in Lavinium auftauchten. Nachdem sich dieser Vorgang wiederholt hatte, beschloss man, die Penaten in Lavinium zu belassen und eine Gruppe von 600 Männern unter Führung eines Aegestus nach Lavinium zurückzusenden, um dort den Kult der Penaten zu pflegen.
Ascanius regierte 38 Jahre. Legt man die von Dionysios von Halikarnassos angegebenen Regierungszeiten mit einer Rückrechnung vom traditionellen Jahr der Gründung Roms zugrunde, so entspricht das den Jahren 1179 bis 1141 v. Chr. Nach seinem Tod übernahm sein Bruder Silvius die Herrschaft und nicht sein Sohn Iulius, der Silvius in einer Volkswahl unterlag. Ascanius selbst sollte dem Bruder und dessen Mutter Lavinia nachgestellt haben, als dieser noch ein kleines Kind war, weshalb Lavinia sich mit dem Kind in der Wildnis verbergen musste.